# Neophyllaphis viridis
Neophyllaphis viridis  (лат.) — вид архаичных тлей рода Neophyllaphis из подсемейства Neophyllaphidinae.

## Описание
Мелкие насекомые, длина 1,5—1,8 мм. Тело тёмно-зелёного цвета (покрыто беловатым восковым налётом). Усики 6-члениковые, короче чем тело. Монофаги, питаются на молодых хвойных растениях Podocarpus falcatus (= Afrocarpus, Южная Африка). Найдены в смешанных колониях с тлями вида Neophyllaphis grobleri
.